# St Stephens, Saltash
St Stephens är en ort i civil parish Saltash, i distriktet Cornwall, i grevskapet Cornwall, i England. St Stephens var en civil parish fram till 1934 när blev den en del av Saltash. Civil parish hade 2 727 invånare år 1931.